# Huda El-Sarari
Huda El-Sarari (o Hoda El-Sarari) (in arabo هدى السراري‎?; Tobruk, 16 giugno 1974) è una giornalista, poetessa e dirigente televisiva libica,  fondatrice e direttrice generale di TV218, considerato a lungo il più popolare canale televisivo in Libia, e News 218 prima che venissero chiuse a causa del taglio dei fondi. È stata scelta nel 2019 dalla rivista Arabian Business tra le prime dieci persone più influenti nel mondo arabo.

## Biografia
El-Sarari è nata nel 1974 a Tobruk dove è cresciuta e ha studiato economia aziendale. Ha iniziato la carriera nei media all'inizio del 1999 come giornalista reporter per il quotidiano londinese Al-Arab, e poi come scrittrice di articoli per il quotidiano kuwaitiano Al-Qabas tra il 2000 e il 2002.
Nel 2003 ha sposato lo scrittore e giornalista dissidente libico Mujahid al-Busaifi che ha trascorso più di un decennio come rifugiato politico nei Paesi Bassi a causa delle sue critiche nei confronti del regime di Gheddafi. Gli ha dato due figli, ha vissuto con lui nei Paesi Bassi dove, tra gennaio 2004 e gennaio 2005, ha prestato servizio volontario presso il "Prince Claus Fund for Culture and Development". Quindi si è poi trasferita in Qatar dove suo marito aveva iniziato a lavorare per Al Jazeera News Network.
Nel 2007 ha lavorato come produttrice di segmenti culturali sulla TV del Qatar, poi è tornata a fare giornalismo nel quotidiano Al-Arab. Huda El-Sarari è entrata nel mondo della radio attraverso QF Radio nella Qatar Foundation, per poi passare a dirigere il Dipartimento per le relazioni pubbliche con i media presso il Centro per la libertà di stampa di Doha per un anno e mezzo.
Dopo la rivoluzione del 17 febbraio 2011 in Libia, Huda El-Sarari, insieme a un certo numero di libici, ha fondato e gestito il canale Libya Al-Ahrar, che aveva sede nella capitale del Qatar. Quindi, tornata in Libia, nel 2011 ha fondato e gestito un canale televisivo libico, 218TV, finanziato dagli Emirati Arabi Uniti. Ha negato che i finanziatori avessero alcun controllo sui contenuti editoriali.
La rete è diventata una stazione televisiva popolare in parte grazie al giornalismo di El-Sarari nel 2014. La guerra civile era in corso e la maggior parte dei giornalisti riferiva delle morti e delle distruzioni, ma El-Sarari ha adottato un approccio diverso. Si è concentrata nel raccontare la storia di come la Libia e la sua popolazione, ricca di cultura e storia, stavano continuando la loro vita durante le ostilità. Realizzando un'ampia gamma di servizi, notizie, programmi di intrattenimento, documentari, sport e programmi sulla società civile incentrati sulla vita quotidiana dei cittadini libici. La rivista Arabian Business, specializzata nel mondo degli affari negli Emirati Arabi Uniti, ha selezionato la figura mediatica di Huda El-Sarari come una delle personalità femminili più influenti nel mondo arabo.
Nel 2017 è stata incaricata di gestire il nuovo canale dell'azienda, 218News, che copriva gli eventi politici libici e riportava notizie sportive importanti per la Libia.
Nel 2018 ha proposto che alle donne dovrebbero essere concessi quattro mariti ora che il DNA può identificare il padre biologico dei bambini, rispecchiando le leggi che consentivano agli uomini di avere quattro mogli, cosa consentita dalla legge sullo stato civile dell'Islam. Ciò ha causato una reazione sui social media soprattutto perché la legge islamica impedisce alle donne di sposare un secondo marito mentre il primo è vivo e sposato con lei.
Ha scritto anche poesie pubblicandole in diverse riviste dell'area del Golfo, tra cui Al-Mutakhif, Al-Fasal e Jawahir. Una raccolta di poesie è stata pubblicata in lingua araba col titolo Times of Sorrow.